# Partecipanti al Rally Dakar 2020
Il Rally Dakar 2020 è stata la 42ª edizione della gara. Alla competizione hanno preso parte un totale di 351 veicoli così suddivisi: 170 motociclette e quad, 134 autovetture e side by side e 47 camion. Sono iscritti complessivamente 557 concorrenti di 53 nazionalità diverse. Lo stato più rappresentato è la Francia, con 258 iscritti, seguita Spagna, con 77 iscritti, e Paesi Bassi, con 53 iscritti. L'iscritto più anziano aveva 73 anni, mentre il più giovane ne ha compiuti 18 nel corso dell'evento. Erano iscritte 13 donne. La competizione è iniziata il 5 gennaio a Gedda ed è terminata Qiddiya il 17 gennaio.

## Liste iscritti

### Moto
| Scuderia                                 | Moto                   | #   | Pilota                    |
| ---------------------------------------- | ---------------------- | --- | ------------------------- |
| Red Bull KTM Factory Team                | KTM 450 Rally Replica  | 1   | Toby Price                |
| Red Bull KTM Factory Team                | KTM 450 Rally Replica  | 2   | Matthias Walkner          |
| Red Bull KTM Factory Team                | KTM 450 Rally Replica  | 3   | Sam Sunderland            |
| Red Bull KTM Factory Team                | KTM 450 Rally Replica  | 16  | Luciano Benavides         |
| KTM Factory Team                         | KTM 450 Rally Replica  | 31  | Mario Patrão              |
| Monster Energy Yamaha Rally Team         | Yamaha WR450F Rally    | 4   | Adrien van Beveren        |
| Monster Energy Yamaha Rally Team         | Yamaha WR450F Rally    | 10  | Xavier de Soultrait       |
| Monster Energy Yamaha Rally Team         | Yamaha WR450F Rally    | 22  | Franco Caimi              |
| Monster Energy Yamaha Rally Team         | Yamaha WR450F Rally    | 28  | Jamie McCanney            |
| Rockstar Energy Husqvarna Factory Racing | Husqvarna FR 450 Rally | 5   | Pablo Quintanilla         |
| Rockstar Energy Husqvarna Factory Racing | Husqvarna FR 450 Rally | 6   | Andrew Short              |
| Monster Energy Honda Team 2020           | Honda CRF450 Rally     | 7   | Kevin Benavides           |
| Monster Energy Honda Team 2020           | Honda CRF450 Rally     | 9   | Ricky Brabec              |
| Monster Energy Honda Team 2020           | Honda CRF450 Rally     | 12  | Joan Barreda              |
| Monster Energy Honda Team 2020           | Honda CRF450 Rally     | 17  | José Ignacio Cornejo      |
| Monster Energy Honda Team 2020           | Honda CRF450 Rally     | 26  | Aaron Mare                |
| Hero MotoSports Team Rally               | Hero 450 Rally         | 8   | Paulo Gonçalves           |
| Hero MotoSports Team Rally               | Hero 450 Rally         | 27  | Joaquim Rodrigues         |
| Hero MotoSports Team Rally               | Hero 450 Rally         | 32  | Sebastian Bühler          |
| Hero MotoSports Team Rally               | Hero 450 Rally         | 50  | CS Santosh                |
| Sherco TVS Rally Factory                 | Sherco TVS 450 RTR     | 11  | Adrien Metge              |
| Sherco TVS Rally Factory                 | Sherco TVS 450 RTR     | 20  | Johnny Aubert             |
| Sherco TVS Rally Factory                 | Sherco TVS 450 RTR     | 24  | Lorenzo Santolino         |
| Sherco TVS Rally Factory                 | Sherco TVS 450 RTR     | 83  | Harith Koitha Veettil     |
| GasGas Factory Team                      | GasGas 450 Rally       | 14  | Laia Sanz                 |
| BAS Dakar KTM Racing Team                | KTM 450 Rally Replica  | 18  | Ross Branch               |
| BAS Dakar KTM Racing Team                | KTM 450 Rally Replica  | 104 | Kyle McCoy                |
| BAS Dakar KTM Racing Team                | KTM 450 Rally Replica  | 115 | Olaf Harmsen              |
| BAS Dakar KTM Racing Team                | KTM 450 Rally Replica  | 117 | Kirsten Landman           |
| BAS Dakar KTM Racing Team                | KTM 450 Rally Replica  | 142 | Graeme Sharp              |
| BAS Dakar KTM Racing Team                | KTM 450 Rally Replica  | 143 | Matthew Tisdall           |
| BAS Dakar KTM Racing Team                | KTM 450 Rally Replica  | 146 | Gerben Lieverdink         |
| BAS Dakar KTM Racing Team                | KTM 450 Rally Replica  | 152 | Phillip Wilson            |
| BAS Dakar KTM Racing Team                | KTM 450 Rally Replica  | 153 | Philip Turner             |
| Slovnaft Rally Team                      | KTM 450 Rally Replica  | 19  | Štefan Svitko             |
| Team Honda Nosiglia                      | Honda CRF450 Rally     | 21  | Daniel Nosiglia           |
| Jakes Dakar Team                         | KTM 450 Rally Replica  | 23  | Ivan Jakeš                |
| LS2 Aventura Touareg                     | KTM 450 Rally Replica  | 25  | Juan Pedrero García       |
| Club Aventura Touareg                    | KTM 450 Rally Replica  | 112 | José Arvest Portero       |
| Club Aventura Touareg                    | KTM 450 EXC            | 131 | David Chavez              |
| Moto Racing Group                        | KTM 450 Rally Replica  | 29  | Milan Engel               |
| Moto Racing Group                        | KTM 450 Rally Replica  | 132 | Martin Michek             |
| Orlen Team                               | Husqvarna FR 450 Rally | 30  | Adam Tomiczek             |
| Orlen Team                               | Husqvarna FR 450 Rally | 132 | Maciej Giemza             |
| Team All Tracks                          | KTM 450 Rally Replica  | 33  | Loic Minaudier            |
| Arūnas Gelažninkas                       | KTM 450 Rally Replica  | 34  | Arūnas Gelažninkas        |
| Duust Rally Team                         | Husqvarna FR 450 Rally | 36  | Mohammed Balooshi         |
| Duust Rally Team                         | KTM 450 Rally Replica  | 63  | Ben Young                 |
| Duust Rally Team                         | KTM 450 Rally Replica  | 66  | Abdullah Al-Shatti        |
| Duust Rally Team                         | KTM 450 Rally Replica  | 82  | Francisco Arredondo       |
| Duust Rally Team                         | KTM 450 Rally Replica  | 92  | Jacek Bartoszek           |
| HT Rally Raid Husqvarna Racing           | Husqvarna FR 450 Rally | 37  | Paul Spierings            |
| HT Rally Raid Husqvarna Racing           | Husqvarna FR 450 Rally | 54  | Mirjam Pol                |
| HT Rally Raid Husqvarna Racing           | Husqvarna FR 450 Rally | 116 | Carl Johan Bjerkert       |
| HT Rally Raid Husqvarna Racing           | Husqvarna FR 450 Rally | 124 | Martien Jimmink           |
| HT Rally Raid Husqvarna Racing           | Husqvarna FR 450 Rally | 150 | Salman Humood             |
| Xraids Team                              | Husqvarna FR 450 Rally | 38  | Fausto Mota               |
| Xraids Team                              | KTM 450 Rally Replica  | 64  | Carlo Vellutino           |
| Xraids Team                              | KTM 450 Rally Replica  | 91  | Enrique Guzman            |
| Xraids Team                              | KTM 450 Rally Replica  | 122 | Alejandro Aros            |
| Benjamin Melot                           | KTM 450 Rally Replica  | 39  | Benjamin Melot            |
| Edwin Straver                            | KTM 450 EXC            | 40  | Edwin Straver             |
| Solarys Racing                           | Husqvarna FR 450 Rally | 41  | Jacopo Cerutti            |
| Solarys Racing                           | Husqvarna FR 450 Rally | 42  | Maurizio Gerini           |
| Big Shock Racing                         | KTM 450 Rally Replica  | 43  | Jan Brabec                |
| Autonet Motorcycle Team                  | KTM 450 Rally Replica  | 44  | Emanuel Gyenes            |
| Brucy Racing Team                        | KTM 450 Rally Replica  | 45  | Arnold Brucy              |
| Paco Gomez                               | Yamaha WR450F Rally    | 46  | Mauricio Javier Gomez     |
| Klymciw Racing                           | KTM 450 Rally Replica  | 47  | Garrett Poucher           |
| Klymciw Racing                           | Husqvarna FR 450 Rally | 59  | Skyler Howes              |
| Klymciw Racing                           | Husqvarna FR 450 Rally | 130 | Myunggul Ryu              |
| Team Casteu                              | KTM 450 Rally Replica  | 49  | Nicolas Brabeck-Letmathe  |
| Team Casteu                              | KTM 450 Rally Replica  | 136 | Bruno Bony                |
| Team Casteu                              | KTM 450 Rally Replica  | 137 | Fabrice Lardon            |
| FN Speed Team                            | KTM 450 Rally Replica  | 51  | Patricio Cabrera          |
| FN Speed Team                            | KTM 450 Rally Replica  | 74  | Jaume Betriu              |
| FN Speed Team                            | KTM 450 Rally Replica  | 108 | Ignacio Sanchis           |
| Petr Vlček                               | KTM 450 Rally Replica  | 52  | Petr Vlček                |
| Yamaha Fino Motor Racing                 | Yamaha WR450F Rally    | 53  | Antonio Maio              |
| Patrice Carillon                         | KTM 450 Rally Replica  | 55  | Patrice Carillon          |
| Yamaha Motor Australia                   | Yamaha WR450F Rally    | 56  | Rodney Faggotter          |
| Cavelius Team                            | KTM 450 Rally Replica  | 57  | Philippe Cavelius         |
| Rides 4 Hope                             | KTM 450 Rally Replica  | 58  | Sebastian Cavallero       |
| Wu Pu Da Hai Dao Dakar Rally Team        | KTM 450 Rally Replica  | 60  | Zhang Min                 |
| Wu Pu Da Hai Dao Dakar Rally Team        | KTM 450 Rally Replica  | 84  | Zhao Hongyi               |
| Wu Pu Da Hai Dao Dakar Rally Team        | KTM 450 Rally Replica  | 134 | Zaker Yakp                |
| Antho Moto Sport - Drag'on Rally Team    | Yamaha WR450F Rally    | 61  | Anthony Boursaud          |
| Drag'on Rally Team                       | Yamaha WR450F Rally    | 65  | Guillaume Chollet         |
| Ivar CS Team                             | Husqvarna FE 450       | 68  | Jan Veselý                |
| Ivar CS Team                             | KTM 450 Rally Replica  | 144 | Roman Krejčí              |
| Team Vayssade Florent                    | KTM 450 Rally Replica  | 69  | Florent Vayssade          |
| Mishal Alghuneim                         | KTM 450 Rally Replica  | 70  | Mishal Alghuneim          |
| 115moto                                  | KTM 450 Rally Replica  | 71  | Krzysztof Jarmuż          |
| Nomade Racing                            | KTM 450 Rally Replica  | 72  | Philippe Gendron          |
| Nomade Racing                            | KTM 450 Rally Replica  | 85  | Charlie Herbst            |
| Nomade Racing                            | KTM 450 Rally Replica  | 95  | Sebastien Lagut           |
| Nomade Racing                            | KTM 450 Rally Replica  | 107 | Lionel Costes             |
| Nomade Racing                            | KTM 450 Rally Replica  | 120 | Taye Perry                |
| Nomade Racing                            | KTM 450 Rally Replica  | 139 | Pierre Louis Le Bonniec   |
| KTM Peru Rally Team 2018                 | KTM 450 Rally Replica  | 73  | César Pardo               |
| Guadalpin Banus / Bosuer Racing          | Bosuer 450 DKR Rally   | 75  | Willy Jobard              |
| Red Bull Romaniacs                       | KTM 450 Rally Replica  | 76  | Martin Freinademetz       |
| Team Jog - Original                      | Husqvarna FR 450 Rally | 77  | Jerome Denibaud           |
| Team Jog - Original                      | KTM 450 Rally Replica  | 79  | Guillaume Simonnet        |
| Team Jog - Nomade Racing                 | KTM 450 Rally Replica  | 78  | Olivier Pain              |
| Vectra Racing Team                       | KTM 450 Rally Replica  | 80  | Marcel Butuza             |
| Pedregà Team                             | Husqvarna FR 450 Rally | 81  | Josep Maria Mas Arcos     |
| Merino Team                              | Yamaha WR450F Rally    | 86  | Julian José García Merino |
| Ciudad Autónoma De Melilla Rachid Rally  | KTM 450 Rally Replica  | 87  | Rachid Al-Lal Lahadil     |
| Team Tierrastur                          | KTM 450 Rally Replica  | 88  | Javier Álvarez Fernández  |
| TMF Racing ASD                           | Yamaha WR450F Rally    | 89  | Francesco Catanese        |
| Mick Extance                             | KTM 450 EXC            | 90  | Michael Extance           |
| Macad Rally Team                         | KTM 450 Rally Replica  | 93  | Guillaume Martens         |
| Lalo Burga                               | KTM 450 Rally Replica  | 94  | Oswaldo Burga             |
| Simon Marčič                             | Husqvarna FR 450 Rally | 97  | Simon Marčič              |
| Pont Grup Yamaha                         | Yamaha WR450F Rally    | 98  | Sara García               |
| Pont Grup Yamaha                         | Yamaha WR450F Rally    | 99  | Javier Vega Puerta        |
| Stuart Gregory                           | KTM 450 Rally Replica  | 100 | Stuart Gregory            |
| Neil Hawker                              | Husqvarna FR 450 Rally | 102 | Neil Hawker               |
| Saghmeister Team                         | KTM 450 Rally Replica  | 103 | Gabor Saghmeister         |
| Team Un Diabetico En El Dakar            | Husqvarna FE 450       | 105 | Daniel Albero Puig        |
| Alessandro Barbero                       | KTM 450 EXC            | 106 | Alessandro Barbero        |
| NSM Racing Team                          | Beta RR 430            | 109 | Mirko Pavan               |
| BMS Moto                                 | KTM 450 Rally Replica  | 110 | Alberto Bertoldi          |
| Cesare Zacchetti                         | KTM 450 Rally Replica  | 111 | Cesare Zacchetti          |
| X Raids PJM General Deheza               | KTM 450 Rally Replica  | 113 | Sebastian Alberto Urquia  |
| Adventure-Tech                           | Husqvarna FR 450 Rally | 114 | Craig Keyworth            |
| Expresso Racing                          | Yamaha WR450F Rally    | 118 | Alexandre Bispo           |
| Fabio Fasola                             | Husqvarna FR 450 Rally | 119 | Fabio Fasola              |
| Race-2-dakar                             | KTM 450 Rally Replica  | 123 | Wessel Bosman             |
| Rallye Fred                              | KTM 450 EXC            | 125 | Frédéric Barlerin         |
| Crazy Camel Motorsport                   | Yamaha WR450F Rally    | 126 | Simon Hewitt              |
| Seb Cojean                               | Husqvarna FR 450 Rally | 127 | Sébastien Cojean          |
| Calidoso Racing Team                     | KTM 450 Rally Replica  | 128 | Giordano Pacheco          |
| Team Pro Tork                            | KTM 450 Rally Replica  | 129 | Antonio Lincoln Berrocal  |
| Troykateam                               | KTM 450 Rally Replica  | 133 | Dmitrij Agoškov           |
| Little Bigger                            | KTM 450 Rally Replica  | 135 | Leonardo Cola             |
| Team Repar'stores                        | KTM 450 Rally Replica  | 138 | Romain Leloup             |
| M.E.D. Racing Team                       | KTM 450 Rally Replica  | 145 | Blas Zapag Peralta        |
| Vendettaracinguae.com                    | KTM 450 Rally Replica  | 147 | David Mabbs               |
| Vendettaracinguae.com                    | KTM 450 Rally Replica  | 148 | David McBride             |
| Ismael Nietto                            | Speedbrain 450 Rally   | 149 | Ismael Nietto             |
| Éric Martinez                            | Husqvarna FR 450 Rally | 151 | Éric Martinez             |
| Eduardo Iglesias Sánchez                 | KTM 450 Rally Replica  | 154 | Eduardo Iglesias Sánchez  |
| ABC Old Farm Racing                      | KTM 450 EXC            | 155 | Matteo Olivetto           |
| Trevor Wilson                            | Husqvarna FR 450 Rally | 158 | Trevor Wilson             |

### Quad
| Scuderia                          | Quad                      | #   | Pilota                 |
| --------------------------------- | ------------------------- | --- | ---------------------- |
| Casale Racing                     | Yamaha Raptor 700         | 250 | Ignacio Casale         |
| Sonik Team                        | Yamaha Raptor 700         | 251 | Rafał Sonik            |
| Team Giroud                       | Yamaha YFZ700             | 252 | Alexandre Giroud       |
| M.E.D. Racing Team                | Yamaha Raptor 700         | 254 | Nelson Sanabria        |
| 7240 Team                         | Yamaha Raptor 700         | 255 | Manuel Andújar         |
| Orlen Team                        | Yamaha Raptor 700         | 257 | Kamil Wiśniewski       |
| Moto Racing Group                 | Yamaha Raptor 700         | 258 | Tomáš Kubiena          |
| Drag'On Rally Team                | Yamaha Raptor 700         | 259 | Axel Dutrie            |
| Verza Rally Team                  | Can-Am Renegade X XC 850R | 260 | Carlos Alejandro Verza |
| Martin Sarquiz Team               | Can-Am Renegade X XC 850R | 261 | Martin Sarquiz         |
| Team All Tracks                   | Yamaha YFM700R            | 262 | Sebastien Souday       |
| Barth Racing Team                 | Yamaha Raptor 700         | 263 | Zdeněk Tůma            |
| # Je Peux 2020-bbr Mercier Racing | Yamaha Raptor 700         | 265 | Simon Vitse            |
| Team Can-Am Martínez              | Can-Am Renegade X XC 850R | 266 | Leonardo Martínez      |
| Enrico Racing Team                | Yamaha Raptor 700         | 267 | Giovanni Enrico        |
| Enrico Racing Team                | Yamaha Raptor 700         | 268 | Italo Pedemonte        |
| Mazzucco Can-Am Team              | Can-Am Renegade X XC 850R | 271 | Nicolas Robledo        |
| Bennazar Quad Team                | Yamaha Raptor 700         | 272 | Mariano Bennazar       |
| SMX Racing                        | Yamaha Raptor 700         | 273 | Romain Dutu            |
| Visit Sant Antoni - Ibiza         | Yamaha Raptor 700         | 274 | Toni Vingut            |
| Race World Team                   | Yamaha Raptor 700         | 275 | Abdulmajed Aakhulaifi  |
| Lindner 91 Team                   | Can-Am Renegade X XC 850R | 277 | Arkadiusz Lindner      |
| Duust Rally Team                  | Yamaha Raptor 700         | 278 | Paweł Otwinowski       |

### Auto
| Scuderia                               | Auto                         | #   | Pilota                   | Copilota              |
| -------------------------------------- | ---------------------------- | --- | ------------------------ | --------------------- |
| Toyota Gazoo Racing                    | Toyota Hilux                 | 300 | Nasser Al-Attiyah        | Matthieu Baumel       |
| Toyota Gazoo Racing                    | Toyota Hilux                 | 304 | Giniel de Villiers       | Alex Haro             |
| Toyota Gazoo Racing                    | Toyota Hilux                 | 307 | Bernhard ten Brinke      | Tim Colsoul           |
| Toyota Gazoo Racing                    | Toyota Hilux                 | 310 | Fernando Alonso          | Marc Coma             |
| Borgward Rally Team                    | Borgward BX7 Evo             | 301 | Nani Roma                | Daniel Oliveras       |
| Borgward Rally Team                    | Borgward BX7 Evo             | 332 | Ricardo Porem            | Manuel Porem          |
| Bahrain JCW X-raid Team                | Mini John Cooper Works Buggy | 302 | Stéphane Peterhansel     | Paulo Fiúza           |
| Bahrain JCW X-raid Team                | Mini John Cooper Works Buggy | 305 | Carlos Sainz             | Lucas Cruz            |
| Orlen X-raid Team                      | Mini John Cooper Works Rally | 303 | Jakub Przygoński         | Timo Gottschalk       |
| X-raid G-Energy                        | Mini John Cooper Works Rally | 317 | Vladimir Vasil'ev        | Vitalij Evtechov      |
| X-raid Mini JCW Team                   | Mini John Cooper Works Rally | 311 | Orlando Terranova        | Bernardo Graue        |
| X-raid Mini JCW Team                   | Mini ALL4 Racing             | 355 | Aleksandr Dorossinskij   | Oleg Uperenko         |
| MP-Sports                              | Ford Raptor RS Cross Country | 306 | Martin Prokop            | Viktor Chytka         |
| Abu Dhabi Racing                       | Peugeot 3008 DKR             | 308 | Khalid Al Qassimi        | Xavier Panseri        |
| Overdrive Toyota                       | Toyota Hilux                 | 309 | Yazeed Al-Rajhi          | Konstantin Žilcov     |
| Overdrive Toyota                       | Toyota Hilux                 | 314 | Erik van Loon            | Sebastien Delaunay    |
| Overdrive Toyota                       | Toyota Hilux                 | 316 | Peter van Merksteijn Sr. | Michael Orr           |
| Overdrive Toyota                       | Toyota Hilux                 | 320 | Ronan Chabot             | Gilles Pillot         |
| Overdrive Toyota                       | Toyota Hilux                 | 334 | Jesús Calleja            | Jaume Aregall         |
| Overdrive Toyota                       | Toyota Hilux                 | 344 | Bobby Patton             | Robby Pierce          |
| Inbank Team Pitlane                    | Toyota Hilux                 | 312 | Benediktas Vanagas       | Filipe Palmeiro       |
| Heston MRO Team Pitlane                | Toyota Hilux                 | 382 | Edvinas Juškauskas       | Aisvydas Paliukėnas   |
| SRT Racing                             | Century Buggy                | 315 | Mathieu Serradori        | Fabian Lurquin        |
| SRT Racing                             | Buggy LCR30                  | 350 | Jean Remy Bergounhe      | Jean Brucy            |
| VSI Dakaras LT                         | Toyota Hilux                 | 318 | Antanas Juknevičius      | Darius Vaičiulis      |
| Agrorodeo                              | Mini ALL4 Racing             | 319 | Vaidotas Žala            | Saulius Jurgelėnas    |
| MD Rallye Sport                        | MD Optimus                   | 321 | Dominique Housieaux      | Pascal Delacour       |
| MD Rallye Sport                        | MD Optimus                   | 333 | Remy Vauthier            | Gerard Dubuy          |
| MD Rallye Sport                        | MD Optimus                   | 337 | Jean Pierre Strugo       | Francois Borsotto     |
| Geely Auto Shell Lubricant Team        | Hanwei Motorsport 2WD        | 322 | Wei Han                  | Min Liao              |
| MSK Rally Team                         | Mini John Cooper Works Rally | 323 | Denis Krotov             | Dmytro Tsyro          |
| Race World Team                        | Mini John Cooper Works Rally | 324 | Yasir Seaidan            | Aleksej Kuz'mič       |
| Repsol Rally Team / Sodicars Racing    | BMW BV6                      | 325 | Isidre Esteve Pujol      | Txema Villalobos      |
| Mitsubishi / Sodicars Racing           | Mitsubishi Eclipse Cross     | 336 | Cristina Gutiérrez       | Pablo Moreno          |
| Ssangyong Motosport / Sodicars Racing  | SsangYong Korando DKR        | 341 | Oscar Fuertes            | Diego Vallejo         |
| Sodicars Racing                        | Sodicars BV2                 | 358 | Philippe Boutron         | Mayeul Barbet         |
| Sodicars Racing                        | Sodicars BV2                 | 364 | Manuel Plaza             | Monica Plaza          |
| Sodicars Racing                        | Chevrolet TrailBlazer        | 372 | Sebastián Guayasamín     | Mauro Esteban         |
| Sodicars Racing                        | Nissan Navara                | 376 | Thierry Richard          | Franck Maldonado      |
| Sodicars Racing                        | Toyota Land Cruiser 100      | 387 | Philippe Raud            | Patrice Saint Marc    |
| Toyota Auto Body                       | Toyota Land Cruiser V8       | 326 | Christian Lavieille      | Jean-Pierre Garcin    |
| Toyota Auto Body                       | Toyota Land Cruiser V8       | 338 | Akira Miura              | Laurent Lichtleuchter |
| Keepower Motorsports MD                | MD Optimus                   | 327 | Pascal Thomasse          | Christophe Crespo     |
| Keepower Motorsports MD                | MD Optimus                   | 362 | Jianyun Jin              | Wenke Ma              |
| Ultimate Dakar                         | Ford Ranger                  | 328 | Tomáš Ouředníček         | David Kripal          |
| RD Limited                             | RD Limited DXX               | 329 | Romain Dumas             | Alexandre Winocq      |
| RD Limited                             | Rebellion DXX                | 351 | Alexandre Pesci          | Stephan Kuhni         |
| RD Limited                             | Bowler Nemesis               | 385 | Yves Tartarin            | Patrick Lepers        |
| PH-Sport                               | Peugeot 2008 DKR             | 330 | Pierre Lachaume          | Jean-Michel Polato    |
| Offroadsport                           | Ford F-150 Evo               | 331 | Miroslav Zapletal        | Marek Sýkora          |
| Raidlynx                               | MD Optimus                   | 335 | Jerôme Pelichet          | Pascal Larroque       |
| Qian’an Jiu Jiang Landsail Racing Club | Hongqi CA770                 | 340 | Aidong Li                | Zhaoyang Shen         |
| Qian’an Jiu Jiang Landsail Racing Club | Hongqi CA770                 | 363 | Quan Ruan                | Yirong Wang           |
| Qian’an Jiu Jiang Landsail Racing Club | Hongqi CA770                 | 373 | Yuqiao Zhao              | Ke Yan                |
| Sabertooth Motoring Adventure          | Nissan Navara                | 342 | Thomas Bell              | Patrick McMurren      |
| 3rcz.com                               | Ford F-150 Evo               | 343 | Boris Vaculík            | Martin Plechaty       |
| Foj Motorsport                         | Toyota Land Cruiser          | 345 | Xavier Foj               | Ignacio Santamaria    |
| Team 100% Sud Ouest                    | Bowler Wildcat               | 346 | Gerard Tramoni           | Dominique Totain      |
| Team 100% Sud Ouest                    | Toyota RAV4 V8               | 357 | Frederic Tuheil          | Pierre Tuheil         |
| Maxxis Dakar Team Powered By Eurol     | Jefferies Dakar Rally        | 347 | Tim Coronel              | Tom Coronel           |
| South Racing                           | Volkswagen Amarok            | 348 | Blas Zapag               | Juan José Sanchez     |
| Team SSP                               | Bowler Nemesis               | 349 | Jerome Renaud            | Max Delfino           |
| Offroad Kazakistan                     | Ford F-150 Evo               | 352 | Andrej Čerednikov        | Ignat Falkov          |
| Team Proraid Perù                      | Volkswagen Amarok            | 353 | Juan Carlos Vallejo      | Leonardo Baronio      |
| Treasuryone                            | Nissan Navara                | 354 | Hennie De Klerk          | Johann Wilhelm        |
| Enduro XXX                             | Bowler Wildcat               | 356 | Markus Walcher           | Tobias Henschel       |
| Bastion Hotels Dakar Team              | Toyota Hilux                 | 359 | Maik Willems             | Robert van Pelt       |
| Autolife                               | Toyota Hilux                 | 360 | Roman Starikovich        | Bert Heskes           |
| Altuwaijri Racing Team                 | Toyota Land Cruiser V8       | 361 | Mohamad Altwijri         | Khalid Almarshood     |
| De 0 Al Dakar                          | Toyota Land Cruiser 100      | 365 | Fernanda Kanno           | Alonso Carrillo       |
| R Team                                 | Mitsubishi Pajero WRC Plus   | 367 | Andrea Schiumarini       | Enrico Gaspari        |
| R Team                                 | Mitsubishi Pajero WRC Plus   | 392 | Marco Carrara            | Maurizio Dominella    |
| Petrus Racing                          | Toyota Hilux                 | 368 | Gintas Petrus            | Tomas Jančys          |
| Schijf Rally                           | Toyota Rally Cruiser         | 369 | Teun Stam                | Rene Bargeman         |
| Compagnie Des Dunes                    | Nissan Navara                | 371 | Francois Cousin          | Stéphane Cousin       |
| Naizk                                  | Isuzu D-Max                  | 374 | Abdulaziz Alyaeesh       | Faisal Mohammed       |
| FN Speed Team                          | Toyota Land Cruiser          | 377 | Joan Font                | Borja Rodriguez       |
| Automode                               | Toyota Land Cruiser          | 381 | Juan Manuel Maña         | José Calvar           |
| Xtremeplus Polaris Factory Team        | Toyota Land Cruiser          | 381 | Marco Piana              | William Alcaraz       |
| Fusiona                                | Toyota Hilux                 | 389 | Pablo Canto Martínez     | Ariel Jatón           |
| Krestex Team                           | Jeep Wrangler                | 390 | Jordi Queralto           | Petra Zemánková       |

### SxS
| Scuderia                          | SxS                    | #   | Pilota              | Copilota                 |
| --------------------------------- | ---------------------- | --- | ------------------- | ------------------------ |
| South Racing Can-Am               | Can-Am Maverick X3     | 400 | Francisco López     | Juan Pablo Latrach       |
| South Racing Can-Am               | Can-Am Maverick X3     | 427 | Austin Jones        | Kellon Walch             |
| South Racing Can-Am               | Can-Am Maverick X3     | 437 | Antonio Marmolejo   | Eduardo Blanco           |
| Monster Energy Can-Am             | Can-Am Maverick X3     | 401 | Gerard Farres Guell | Armand Monleon           |
| Monster Energy Can-Am             | Can-Am Maverick X3     | 402 | Reinaldo Varela     | Gustavo Gugelmin         |
| Monster Energy Can-Am             | Can-Am Maverick X3     | 405 | Casey Currie        | Sean Berriman            |
| Red Bull Off-Road Team USA        | Overdrive OT3          | 403 | Cyril Despres       | Michael Horn             |
| Red Bull Off-Road Team USA        | Overdrive OT3          | 409 | Blade Hildebrand    | Francois Cazalet         |
| Red Bull Off-Road Team USA        | Overdrive OT3          | 412 | Mitchell Guthrie    | Ola Fløene               |
| PH-Sport                          | PH-Sport Zephyr        | 404 | Conrad Rautenbach   | Pedro Bianchi            |
| Xtremeplus Polaris Factory Team   | Polaris RZR 1000 Turbo | 406 | José Luis Pena      | Rafael Tornabell         |
| Xtremeplus Polaris Factory Team   | Polaris RZR 1000 Turbo | 418 | Graham Knight       | David Watson             |
| Xtremeplus Polaris Factory Team   | Polaris RZR 1000 Turbo | 424 | Eric Abel           | Christian Manez          |
| Forestal Team                     | Can-Am Maverick X3     | 407 | Denis Berezovskij   | Ricardo Torlaschi        |
| Forestal Team                     | Can-Am Maverick X3     | 444 | Ilja Rouss          | Anton Jarašuk            |
| Hibor Raid                        | Can-Am Maverick X3     | 410 | José Antonio Hinojo | Diego Ortega             |
| Snag Racing Team                  | Can-Am Maverick X3     | 411 | Sergej Karjakin     | Anton Vlasiuk            |
| Snag Racing Team                  | Can-Am Maverick X3     | 443 | Aleksej Šmotev      | Andrej Rudnitski         |
| Buggyra Racing                    | Can-Am Maverick X3     | 414 | Josef Macháček      | Vlastimil Tošenovský     |
| GPR Sport                         | Extreme GPR20          | 415 | Rubén García        | Sergio Peinado           |
| GPR Sport                         | Extreme GPR20          | 430 | Roberto Carranza    | Juan Carlos Fernández    |
| GPR Sport                         | Extreme GPR20          | 450 | Domingo Pardos      | Eduardo Izquierdo        |
| # Je Peux 2020-BBR Mercier Racing | Can-Am Maverick X3     | 417 | Axel Alletru        | Francois Beguin          |
| # Je Peux 2020-BBR Mercier Racing | Can-Am Maverick X3     | 428 | Hervé Diers         | Alain Brousse            |
| # Je Peux 2020-BBR Mercier Racing | Can-Am Maverick X3     | 440 | Hugues Lapouille    | Eric Croquelois          |
| # Je Peux 2020-BBR Mercier Racing | Can-Am Maverick X3     | 448 | Cedric Lemaire      | Dominique Marcant        |
| Domżała                           | Can-Am Maverick X3     | 419 | Aron Domżała        | Maciej Marton            |
| Domżała                           | Can-Am Maverick X3     | 425 | Maciej Domżała      | Rafał Marton             |
| Xraids & Buggymaster Team         | Can-Am Maverick X3     | 420 | Jesús Puras         | Xavier Blanco            |
| Xraids & Buggymaster Team         | Can-Am Maverick X3     | 438 | Miguel Ardid        | Pedro López              |
| C.A.T. Racing Yamaha              | Yamaha YXZ1000R        | 421 | Camelia Liparoti    | Annett Fischer           |
| Omar Gandara Dakar Team           | Can-Am Maverick X3     | 423 | Omar Gandara        | Sergio Lafuente          |
| Team BTR                          | Can-Am Maverick X3     | 426 | Patrick Sireyjol    | Jean Luc Martin          |
| Team BTR                          | Can-Am Maverick X3     | 441 | Frédéric Pitout     | Renaud Niveau            |
| Mec Team                          | Can-Am Maverick X3     | 429 | Kees Koolen         | Jurgen van den Goorbergh |
| FN Speed Team                     | Can-Am Maverick X3     | 431 | Juan Miguel Fidel   | Juan Silva               |
| FN Speed Team                     | Can-Am Maverick X3     | 433 | Santiago Navarro    | Marc Sola                |
| FN Speed Team                     | Can-Am Maverick X3     | 447 | Michele Cinotto     | Marco Arnoletti          |
| R Team                            | Can-Am Maverick X3     | 432 | Fabio Del Punta     | Giacomo Tognarini        |
| R Team                            | Can-Am Maverick X3     | 473 | Elvis Borsoi        | Stefano Pelloni          |
| El Blanco Rosso Racing Team       | Can-Am Maverick X3     | 434 | Vincent Gonzalez    | Stéphane Duple           |
| MD Rallye Sport                   | Suzuki Scorpion        | 439 | Jérémy Croizon      | Gregory Croizon          |
| Asasi                             | Can-Am Maverick X3     | 442 | Saleh Alsaif        | Moad Alarja              |
| Asasi                             | Can-Am Maverick X3     | 442 | Saleh Alsaif        | Moad Alarja              |
| Galimplant Team                   | Can-Am Maverick X3     | 445 | Pedro Burgo         | Marcos Burgo             |
| Stefano Marrini                   | Yamaha YXZ1000R        | 446 | Stefano Marrini     | Nicolás García           |
| TB Motorsports                    | Can-Am Maverick X3     | 451 | Talal El Badr       | Ali Mirza                |

### Camion
| Scuderia                    | Auto                        | #   | Pilota                | Copilota                | Meccanico             |
| --------------------------- | --------------------------- | --- | --------------------- | ----------------------- | --------------------- |
| Kamaz - Master              | Kamaz 43509                 | 500 | Eduard Nikolaev       | Evgenij Jakovlev        | Vladimir Rybakov      |
| Kamaz - Master              | Kamaz 43509                 | 501 | Dmitrij Sotnikov      | Ruslan Achmadeev        | Il'giz Achmetzjanov   |
| Kamaz - Master              | Kamaz 43509                 | 511 | Andrej Karginov       | Andrej Mokeev           | Igor' Leonov          |
| Kamaz - Master              | Kamaz 43509                 | 516 | Anton Šibalov         | Dmitrij Nikitin         | Ivan Tatarinov        |
| Instaforex Loprais Team     | Praga V4S DKR               | 502 | Aleš Loprais          | Petr Pokora             | Khalid Alkendi        |
| MAZ-SPORTauto               | MAZ 6440RR                  | 503 | Sjarhej Viazovič      | Pavel Harnain           | Anton Zaparoščanka    |
| MAZ-SPORTauto               | MAZ 5309RR                  | 508 | Aleksandr Vasileŭskij | Dzmitryj Vichrenka      | Vital' Muryleŭ        |
| MAZ-SPORTauto               | MAZ 5309RR                  | 528 | Aljaksej Višneŭskij   | Maksim Novikaŭ          | Andrej Neviarovič     |
| Big Shock Racing            | Iveco Powerstar             | 504 | Martin Macik          | František Tomášek       | David Švanda          |
| Petronas Team de Rooy Iveco | Iveco Powerstar             | 505 | Janus van Kasteren    | Darek Rodewald          | Marcel Snijders       |
| Petronas Team de Rooy Iveco | Iveco Powerstar             | 517 | Albert Llovera        | Ferran Alcayna          | Marc Torres           |
| Petronas Team de Rooy Iveco | Iveco Powerstar             | 522 | Victor Versteijnen    | Andreas van der Sande   | Teun van Dal          |
| Petronas Team de Rooy Iveco | Iveco Trakker               | 531 | Michiel Becx          | Bernard der Kinderen    | Edwin Kuijpers        |
| Mammoet Rallysport          | Renault CBH 375             | 506 | Martin van den Brink  | Wouter de Graaff        | Mitchel van den Brink |
| Riwald Dakar Team           | Renault C460 Hybrid Edition | 507 | Gert Huzink           | Rob Buursen             | Martin Roesink        |
| Riwald Dakar Team           | Renault K520                | 514 | Pascal De Baar        | Jan van der Vaet        | Stefan Slootjes       |
| Tatra Buggyra Racing        | Tatra Phoenix               | 509 | Martin Šoltys         | Tomáš Šikola            | David Schovánek       |
| Fesh Fesh / R-sixteam       | Tatra Jamal                 | 510 | Robert Szustkowski    | Jarosław Kazberuk       | Filip Skrobanek       |
| Fesh Fesh / R-sixteam       | Tatra Jamal                 | 521 | Patrice Garrouste     | Szymon Gospodarczyk     | Petr Vojkovský        |
| Hino Team Sugawara          | Hino 500                    | 512 | Teruhito Sugawara     | Yuji Mochizuki          | Hirokazu Somemiya     |
| Hino Team Sugawara          | Hino 600                    | 519 | Ikuo Hanawa           | Yudai Hanawa            | Mayumi Kezuka         |
| South Racing                | MAN TGA                     | 515 | Mathias Behringer     | Stefan Henken           | Bruno Sousa           |
| Italtrans                   | DAF X2223                   | 518 | Claudio Bellina       | Giulio Minelli          | Bruno Gotti           |
| Epsilon Team                | MAN TGA                     | 523 | Jordi Juvanteny       | José Luis Criado        | Xavier Domenech       |
| Firemen Dakar Team          | Renault K520                | 524 | Richard de Groot      | Ralph van den Elshout   | Jan Hulsebosch        |
| Rainbow Truck Team          | MAN H51                     | 525 | Gerrit Zuurmond       | Jasper Riezebos         | Klaas Kwakkel         |
| Orobica Raid                | MAN TGA                     | 526 | Paolo Calabria        | Loris Calubini          | Giuseppe Fortuna      |
| Orobica Raid                | Unimog U400                 | 536 | Antonio Cabini        | Giulio Verzeletti       | Carlo Cabini          |
| Fried van de Laar Racing    | DAF FAV 85                  | 527 | Jan van de Laar       | Ben van de Laar         | Simon Stubbs          |
| TH-Trucks                   | MAN TGS                     | 526 | Alberto Herrero       | Julio Romero            | Matthias Vetiska      |
| TH-Trucks                   | MAN TGA                     | 539 | Rafael Tibau          | Ramón Invernón          | Philipp Beier         |
| Jjspor/TH-Trucks            | Mercedes-Benz Actros        | 541 | Jordi Oro             | Enric Flix              | Yue Ning              |
| Al Sudairi                  | MAN TGS                     | 532 | Turki Al Sudairi      | Samir Benbekhti         | Sofiane Megueni       |
| Team de Groot               | DAF FT XF105                | 533 | William de Groot      | Edwin van de Langenberg | Lambertus Gloudemans  |
| Ibrahim Almuhna             | Unimog U500                 | 534 | Ibrahim Almuhna       | Osama Alsanad           | Raed Abo Theeb        |
| PH-Sport                    | MAN TGA                     | 535 | Robert Randýsek       | Geoffrey Thalgott       | Erick Gilbert         |
| Team Boucou                 | Iveco Trakker               | 537 | Francés Fernández     | José Martins            | Johannes Schotanus    |
| Team Boucou                 | MAN TGA                     | 546 | Jordi Ginesta         | Marc Dardaillon         | Armando Loureiro      |
| Team Boucou                 | DAF CF75                    | 548 | Dave Ingels           | Jean Bernard Cassoulet  | Jean-Francois Cazeres |
| R Team                      | Iveco Eurocargo             | 540 | Cesare Rickler        | Dragos Buran            | Dragos Buran          |
| Sodicars Racing             | DAF TSB                     | 543 | Richard Gonzalez      | Jean-Philippe Salviat   | Jean-Pierre Normand   |
| Sodicars Racing             | MAN TGA                     | 549 | Ahmed Benbekhti       | Ramzi Osmani            | Bruno Seillet         |
| STA Competition             | Renault Kerax               | 545 | Tariq Alrammah        | Denis Martin            | Eric Baudoin          |
| Team SSP                    | MAN TGA                     | 547 | Sylvain Besnard       | Antoine Vitse           | Sylvain Laliche       |
| Overdrive Toyota            | Iveco Trakker               | 550 | Dave Berghmans        | Tom Geuens              | Luca Lorenzato        |